# Diego Moreau
Diego Moreau (Porto Alegre, 4 de janeiro de 1974) é um editor brasileiro de quadrinhos e fundador da editora Skript.
Moreau é bacharel em Publicidade e Propaganda pela PUC-RS e mestre em Ciência da Linguagem pela UNISUL. Começou a trabalhar como redator publicitário e diretor de criação em 1991. Fundou a editora Skript em 2019, ao lado de Douglas Freitas e Johnny C. Vargas.
Entre outas obras, escreveu junto o romance gráfico Bill Finger: A História Secreta do Cavaleiro das Trevas (sobre a vida do cocriador do Batman, co-escrito por Douglas Freitas e ilustrado por Sandro Zambi) e o livro teórico História dos Quadrinhos: EUA (em parceria com Laluña Machado). Por esse último trabalho, ganhou em 2022 o 34º Troféu HQ Mix na categoria de melhor livro teórico.